# Grote Kerk (Wijk bij Duurstede)

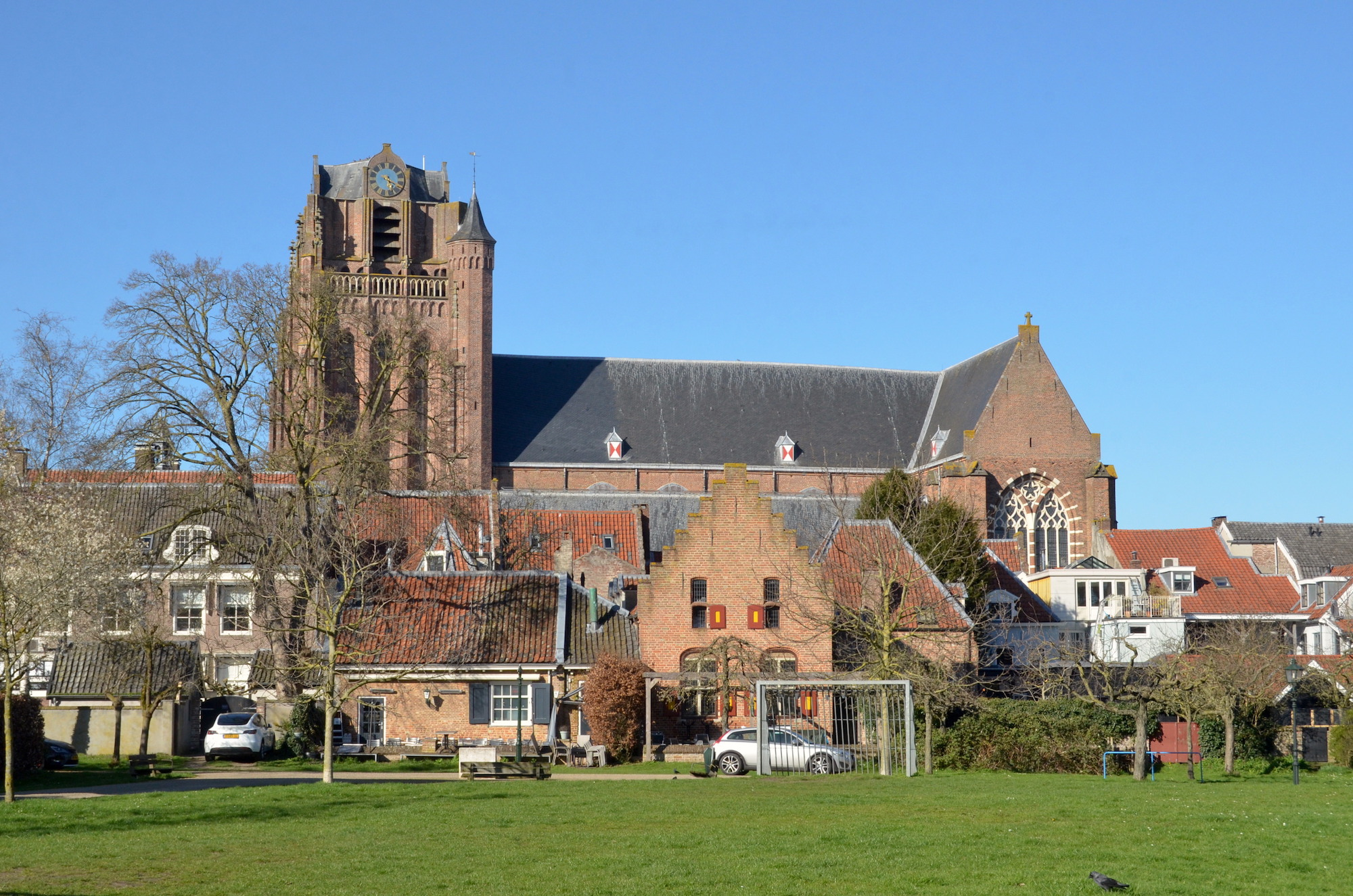
Grote of Johannes de Doperkerk, gezien uit het westen.

De Grote Kerk in het Utrechtse stadje Wijk bij Duurstede is een gotische pseudobasiliek met onvoltooid gebleven toren. Tot aan de reformatie was hij gewijd aan Johannes de Doper. Om die reden wordt hij in de literatuur ook St. Jan Baptist Kerk, St. Janskerk of Sint-Janskerk genoemd. De kerk is een rijksmonument sinds 1965.

## Geschiedenis
De bouw van de voorloper van de huidige kerk begon in de 14e eeuw. In 1366 verbond Gijsbert van Abcoude aan de aan Johannes de Doper gewijde kerk een kapittel van tien kanunniken en kreeg de kerk dus de status van kapittelkerk. De uitgebreide bezittingen van het kapittel leidden tot aanzienlijke inkomsten, en daardoor ook tot invloed van het kapittel.
Onder bisschop David van Bourgondië werd de kerk vanaf 1486 aanzienlijk uitgebreid en werd begonnen met de bouw van de toren. Het middenschip van de hallenkerk werd verhoogd en de zijbeuken kregen lessenaarsdaken, zodat er een pseudobasiliek ontstond. Van de toren werd slechts één geleding voltooid.
Het nieuwe koor brandde in 1579 af en werd niet meer herbouwd: de kerk heeft sindsdien een rechte oostwand.
Sinds 1580 is de kerk in protestantse handen. De kerk wordt gebruikt door de Hervormde Gemeente Wijk bij Duurstede en de Protestantse Gemeente Wijk bij Duurstede die beide deel uit maken van de Protestantse Kerk in Nederland.
In 2019 werd een nieuwe haan op de toren geplaatst, nadat zijn voorganger tijdens een storm in het voorgaande jaar scheefgezakt en ernstig verroest bleek.

## Galerij

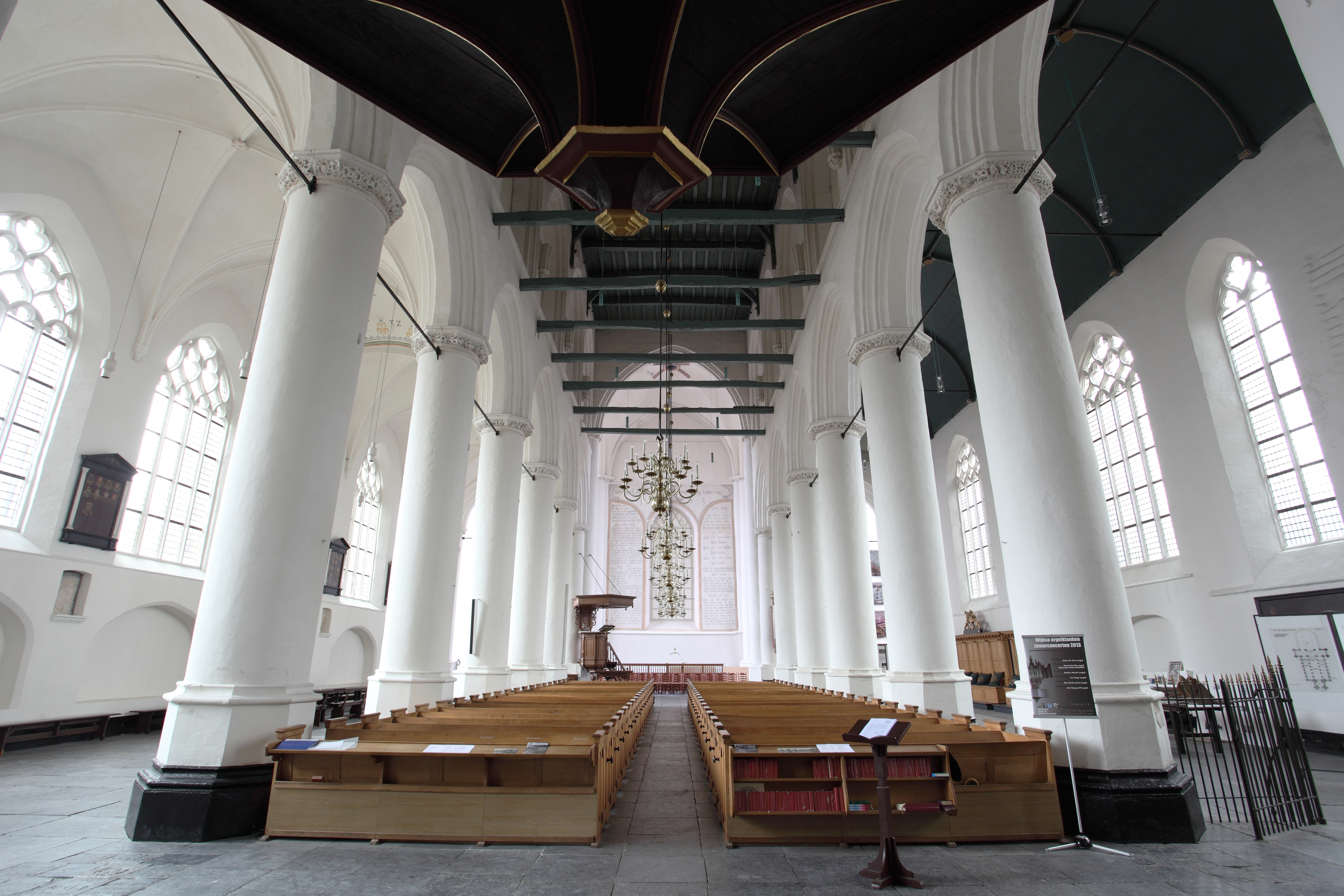
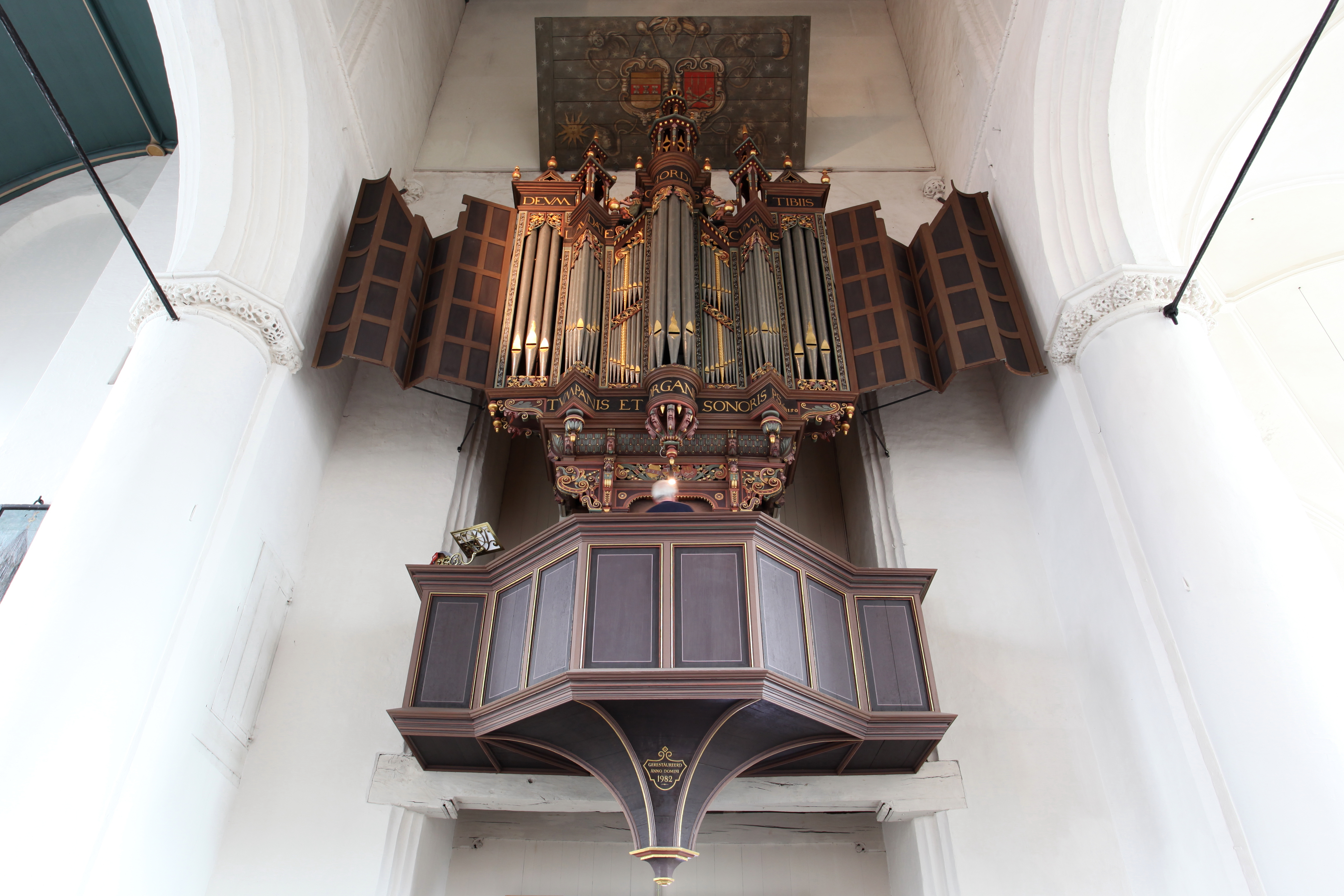
Kiespenning-orgel uit de 15e eeuw
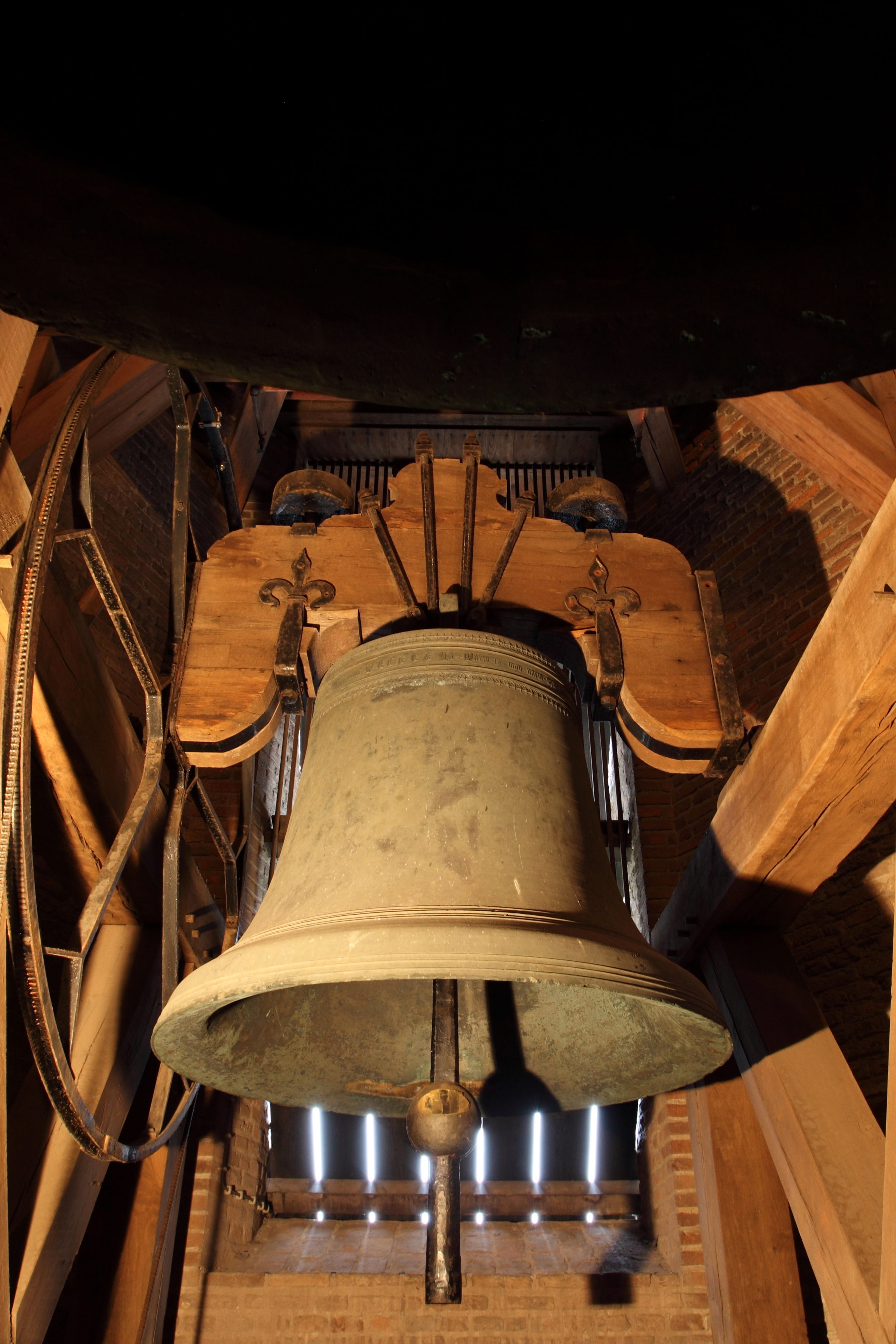
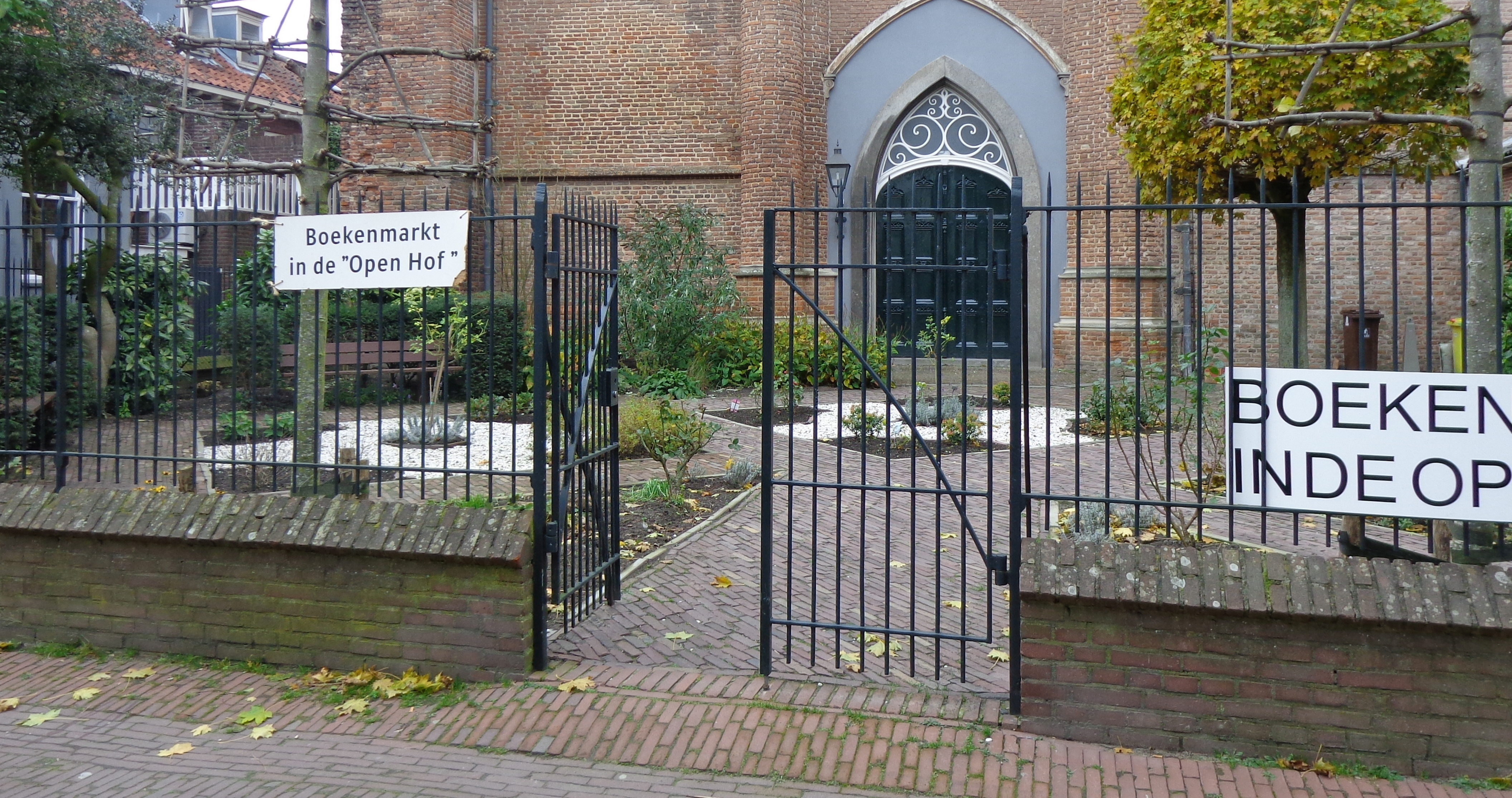
Achteringang aan het Kerkstraatje
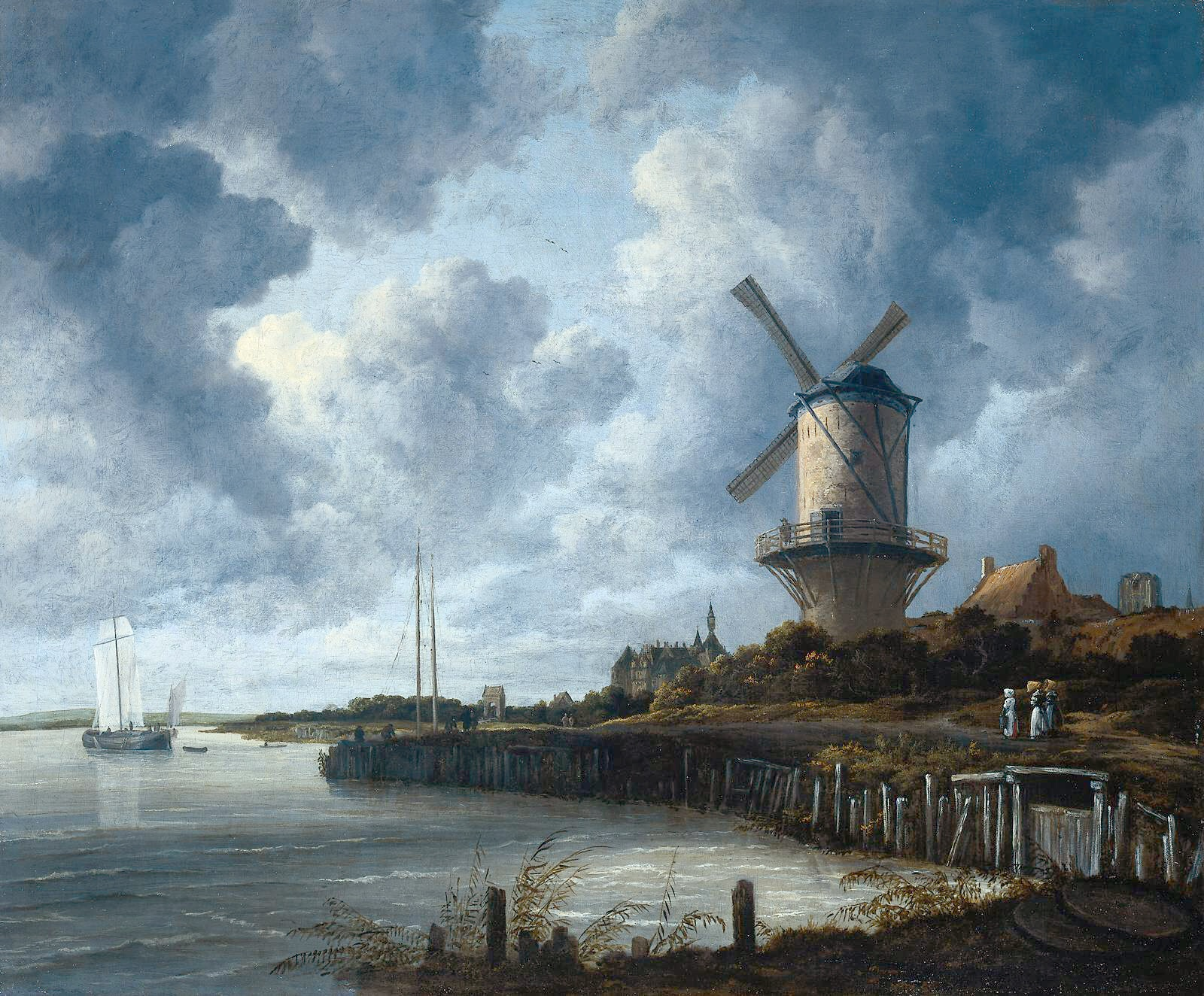
Het schilderij De molen bij Wijk bij Duurstede (+/- 1670) van Jacob van Ruisdael met rechts de toren van de Grote Kerk